# Musée Alexandre–Dumas
El Museo Alejandro Dumas abrió sus puertas en 1905 en Villers-Cotterêts (Francia). Allí murió, en 1806, Thomas-Alexandre Dumas, padre del escritor Alejandro Dumas y abuelo de Alexandre Dumas (hijo), de la Academia Francesa. El museo obtuvo el título de "Museo de Francia" en 2002.
El museo es uno de los sitios en la ciudad que recuerdan la presencia de esta famosa familia. Los demás son: el castillo real de Francisco I, la iglesia de Saint-Nicolás, el ayuntamiento, el Hostal de la Espalda, el colegio Abbé Grégoire y la casa de la familia.

## Historia del museo
En 1902 con motivo del centenario del nacimiento de Alejandro Dumas en la ciudad de Villers-Cotterêts, se decidió reunir y mostrar todos los recuerdos relacionados con la familia Dumas en la ciudad. La creación y gestión de este proyecto fueron entregadas a la Sociedad Histórica Regional de Villers-Cotterêts. El museo se abrió en 1905 en 13 rue Demoustier.
Durante años el museo fue creciendo y estuvo en movimiento. Durante la Primera Guerra Mundial, para proteger las colecciones de la guerra, se trasladó a Dijon.
En 1932 reabrió sus puertas en el Hostal Dolfino. Este también fue el año de creación de la Sociedad de los Amigos de Alexandre Dumas,  para apoyar y desarrollar el museo.
En 1952 el museo se mudó a una hermosa mansión del siglo XIX que sirvió como sede del General Maunoury durante la Primera Guerra Mundial.
El museo cuenta con tres salas, cada una dedicada a uno de los miembros de la familia:

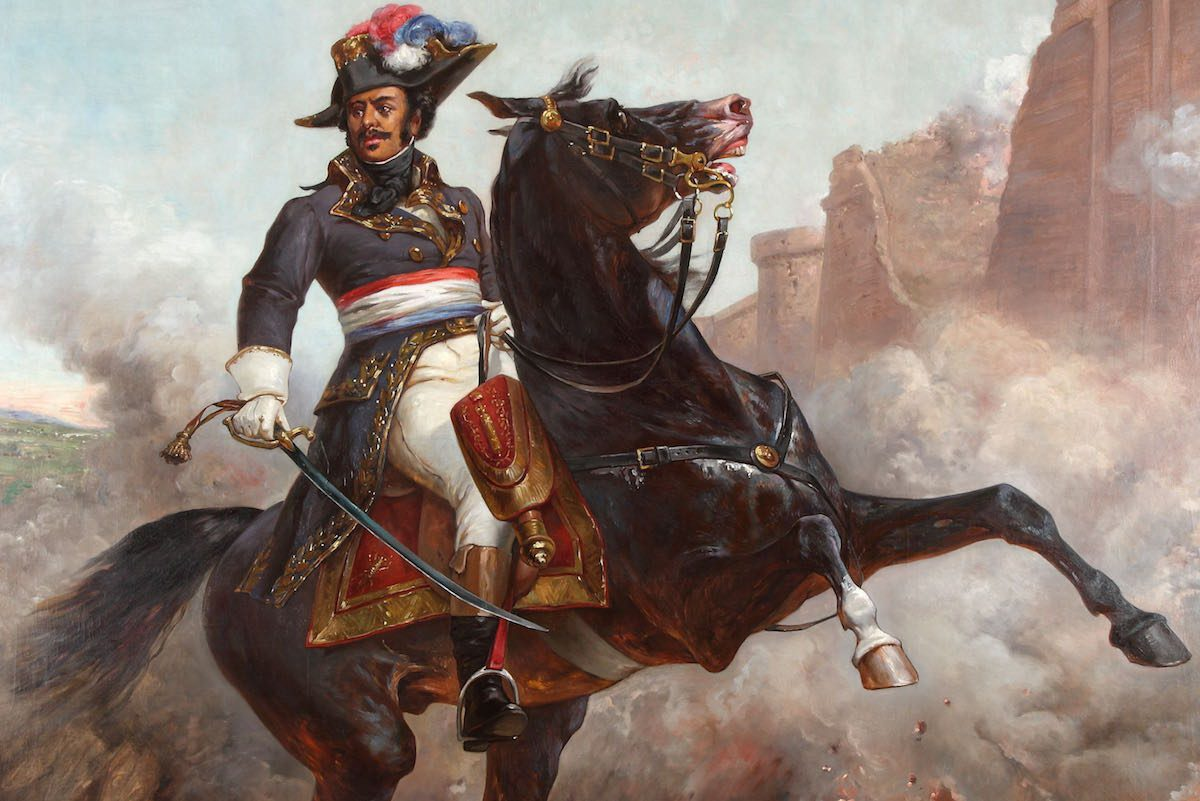
Thomas Alexandre Dumas
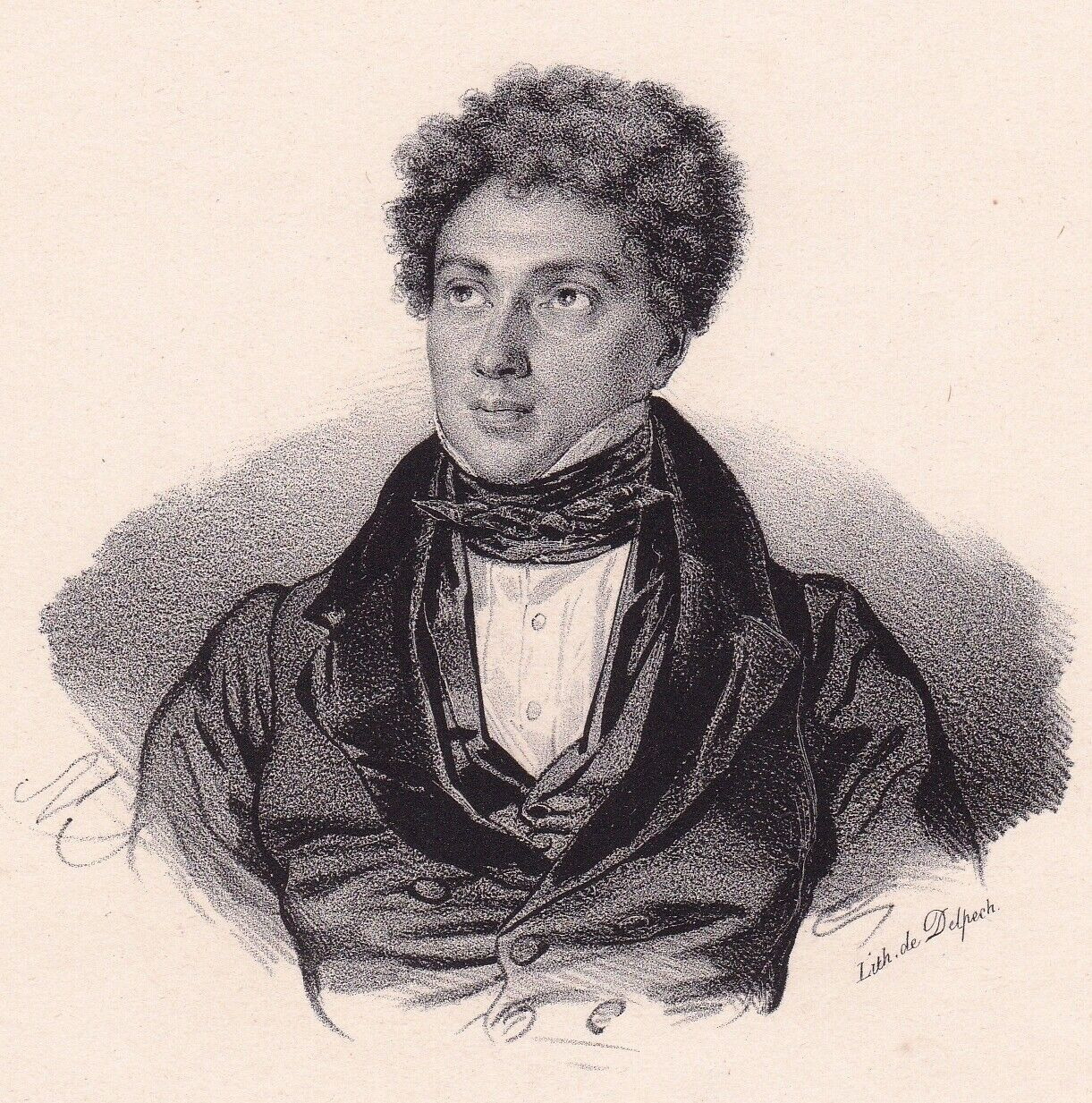
Alexandre Dumas
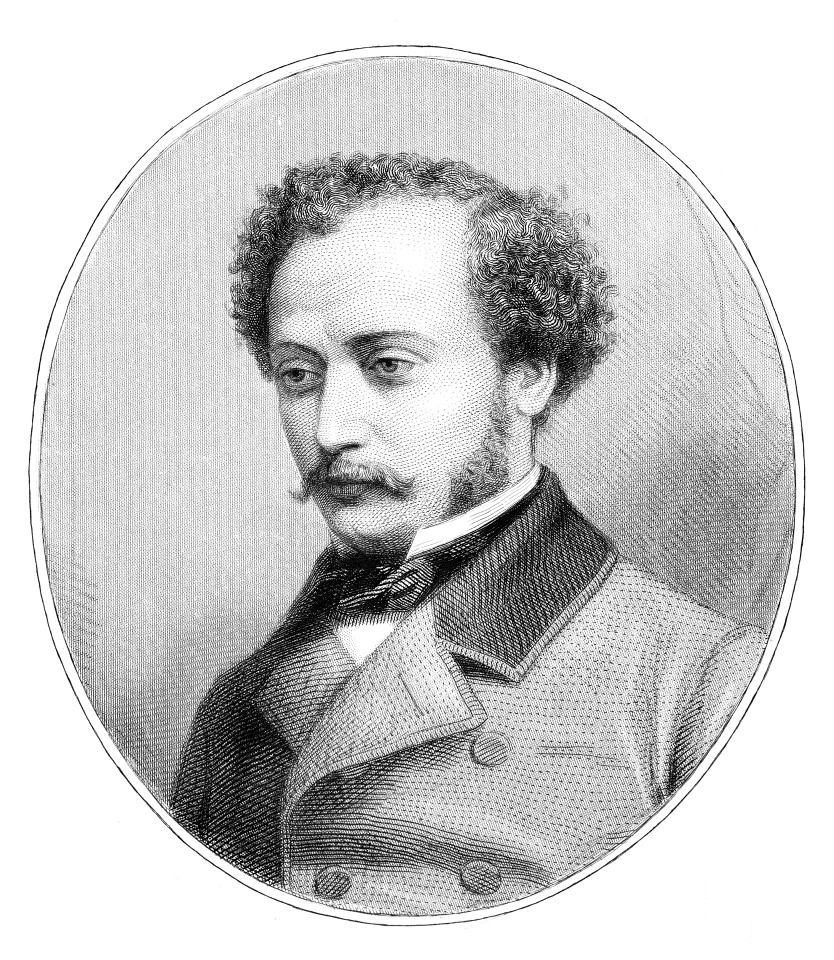
Alexandre Dumas (hijo)

## Colecciones
Las colecciones del museo evocan a los tres Dumas, el general y esclavo nacido en Antillas, el autor del El conde de Montecristo y el académico. Reúnen numerosos retratos, objetos personales y documentos escritos por la familia Dumas.
Abundantes manuscritos de Dumas (padre) adornan el museo: relatos de viajes, borradores de novelas, cuentos infantiles, sus memorias, etc.
El museo también alberga muchas piezas de arte sobre los tres hombres firmadas por artistas famosos, tales como: Louis Boulanger, Eugène Giraud, Albert-Ernest Carrier-Belleuse, Jules Franceschi, Edouard Dubufe, Jules Lefèvre, Jules Machard, Alphonse de Moncel, etc.
El museo organiza actividades en torno a eventos, noches de museo, noches temáticas, exposiciones temporales, etc.

### Imágenes

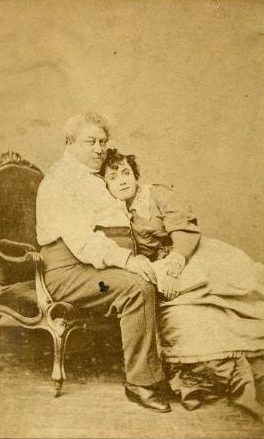
Alexandre Dumas y Miss Menken
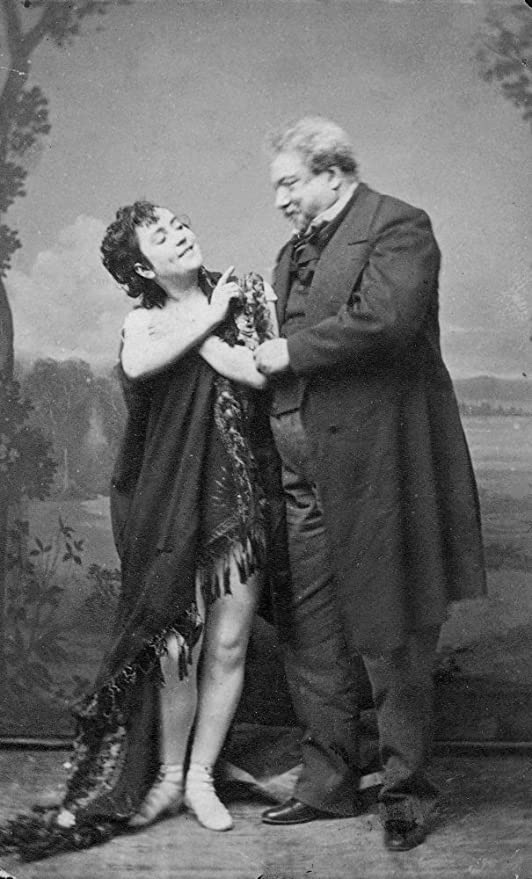
Alexandre Dumas y Miss Menken
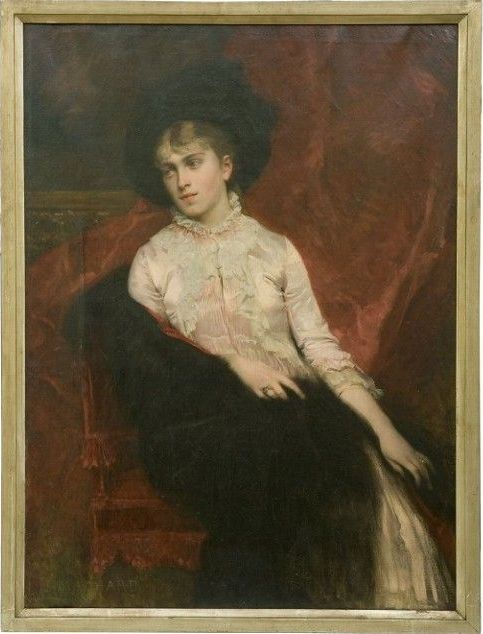
Colette Dumas
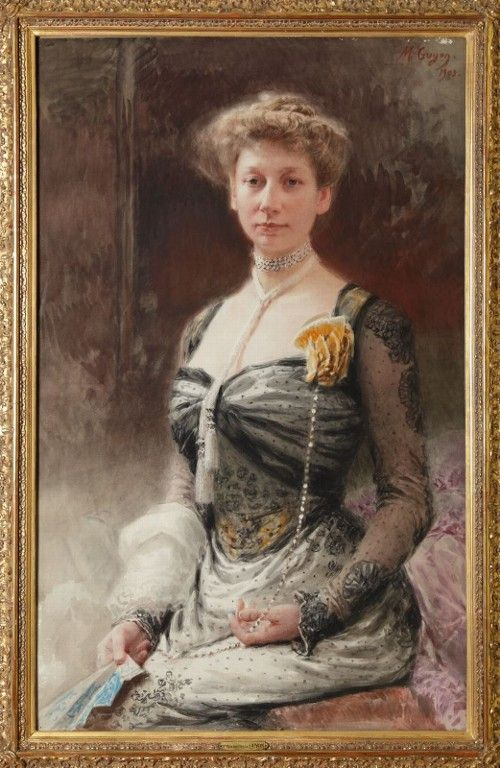
Jeannine d'Hauterive, heija de Dumas
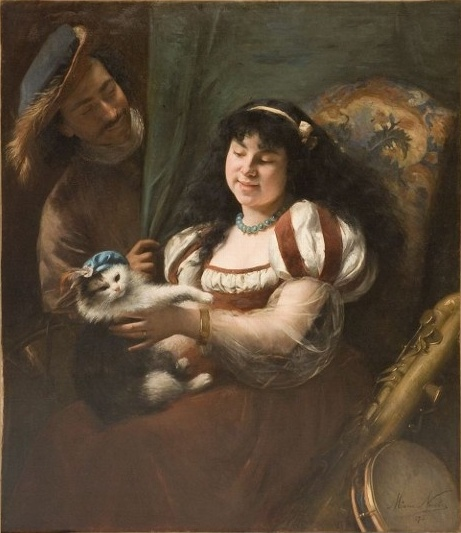
Marie Joséphine Nicolas
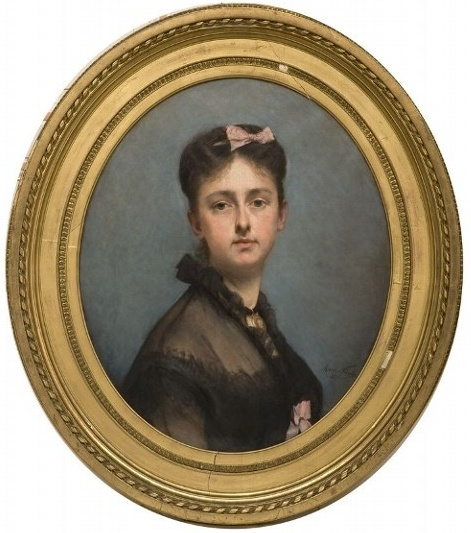
Marie Joséphine Nicolas
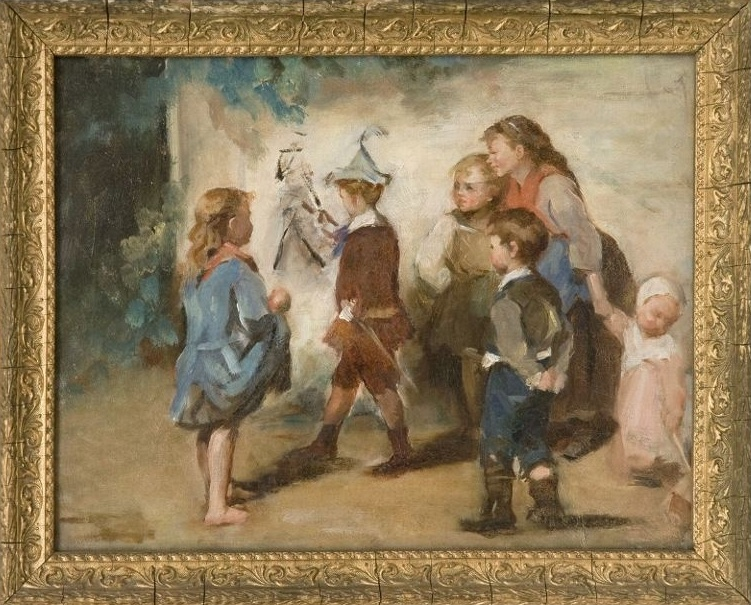
Marie Joséphine Nicolas
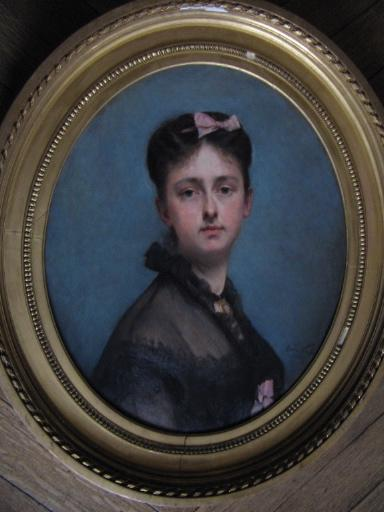
Marie Nicolas